# Chen Shu-jen
Chen Shu-jen (陳淑真T, Chén ShūzhēnP; 10 gennaio 1968) è un'ex cestista taiwanese.

## Carriera
Con Taiwan ha disputato i Campionati mondiali del 1994.